# Vincenzo Campi

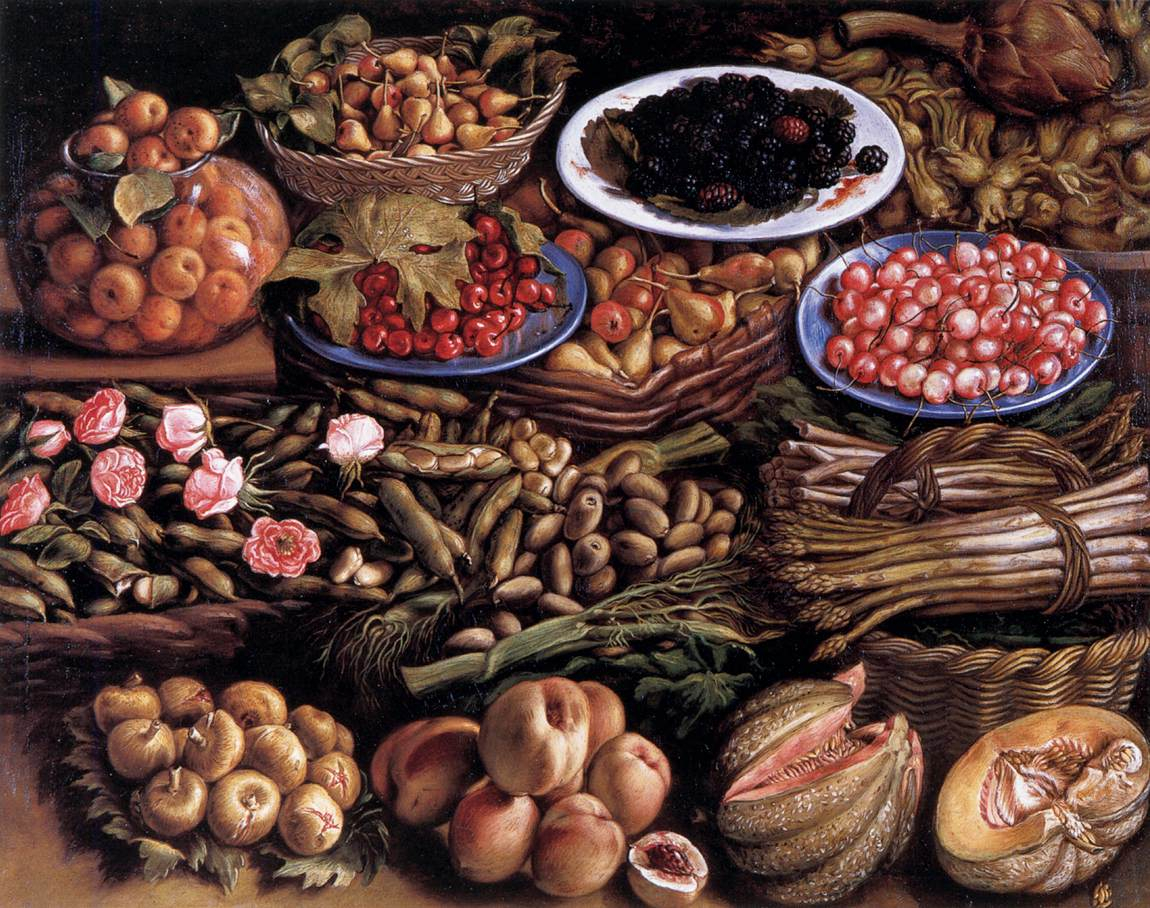
Csendélet

Vincenzo Campi (Cremona, 1536 körül – Cremona, 1591. október 3.) itáliai reneszánsz festő, építész, rézmetsző. Életképei, csendéletei jelentősek.

## Életpályája
Művészcsaládban született, sokat dolgozott együtt testvéreivel, rokonaival (Antonio Campi, Campo da Campi, Giulio Campi, stb.) Kevésbé jelentékeny vallási képein (Krisztus mennybemenetele, freskó, 1588, San Paolo Converso, Milánó) kívül életképeket, virág-, gyümölcs- és halcsendéleteket festett a flamand Joachim Beuckelaer képeinek hatására, s ennek nagyon fontos szerepe volt a Caravaggiót megelőző késői itáliai cinquecento művészetében.
Éppen úgy mint Joachim Beuckelaer, a vallási témát a háttérben ábrázolja, jól mutatja ezt Krisztus Mária és Márta házában című képe, ahol az előtérben a konyha a hangsúlyos és Márta alakja, aki igen szerette a házi munkát, jobban, mint Isten igéjét hallgatni. Vincenzo Campi számos képének részleteit tekintve, azokból életkép és csendélet is kitelik, akár több is.

## Magyar vonatkozás
Vincenzo Campi Ebédelők című képét a budapesti Szépművészeti Múzeum őrzi.

## Képeiből

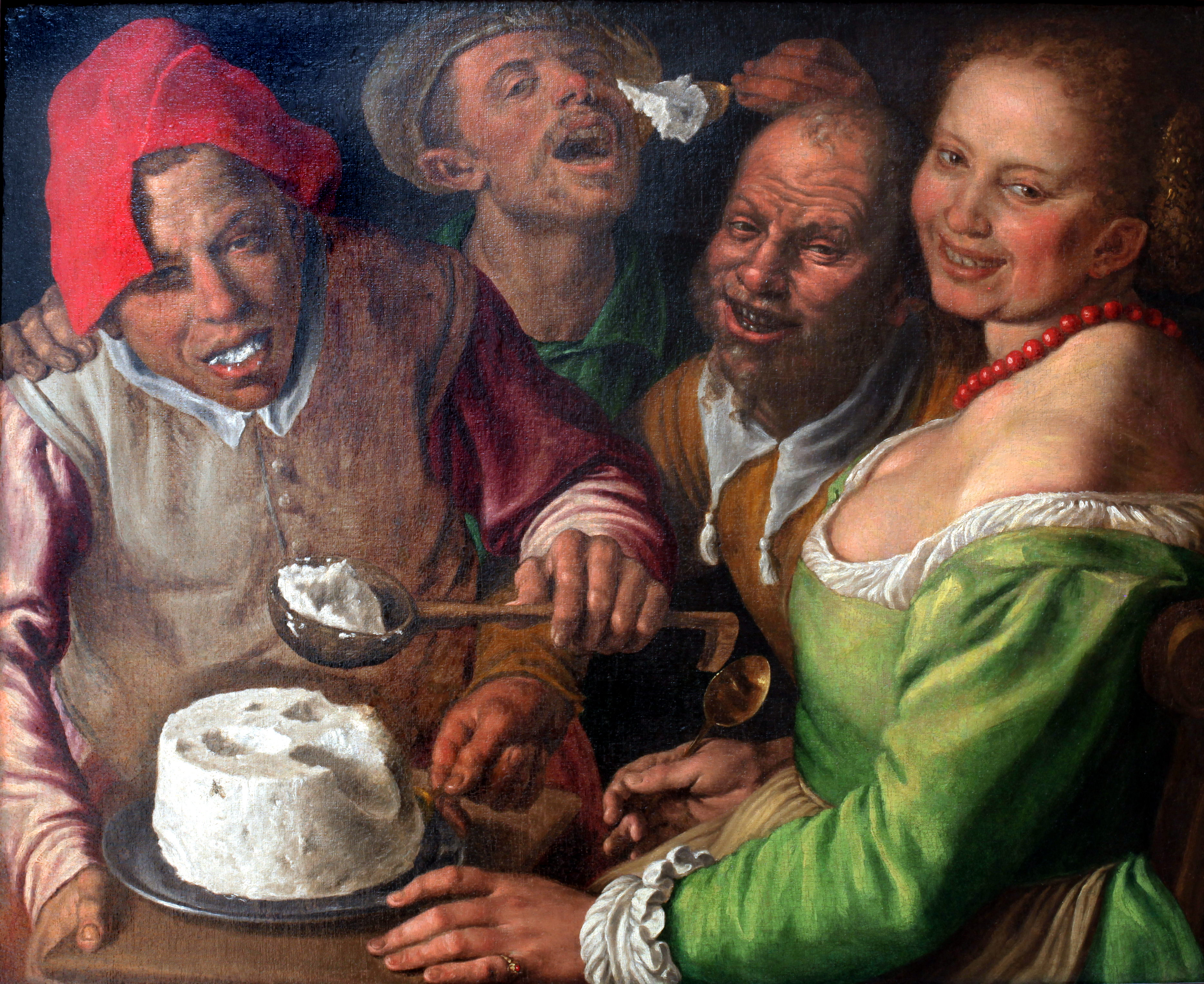
Sajtevők

### Vallásos
- Krisztus halála (Cremona-i Múzeum)
- Krisztus keresztre szegezése (1575, Museo di Certosa, Pavia)
- Krisztus Mária és Márta házában (Galleria Estense, Modena)
- Szent Máté és az angyal (1588, San Francesco d'Assisi, Pavia)

### Életképek
- Gyümölcs, zöldség árus nő a piacon (Milánó, Brera)
- A konyhában (1580-as évek, (Milánó, Brera)
- Csirkeszállítók (1580-as évek, Brera)
- Halárus család (1580, Brera)
- Sajtevők (1580, Szépművészeti Múzeum, Lyon)

## Galéria

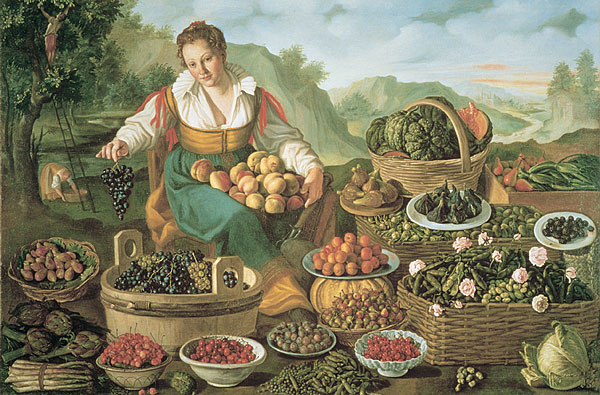
Gyümölcs- és zöldségárus nő
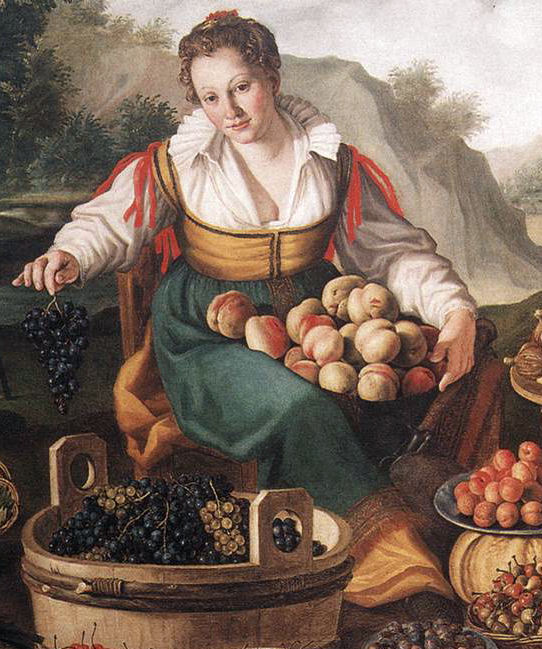
Gyümölcs- és zöldségárus nő (részlet)
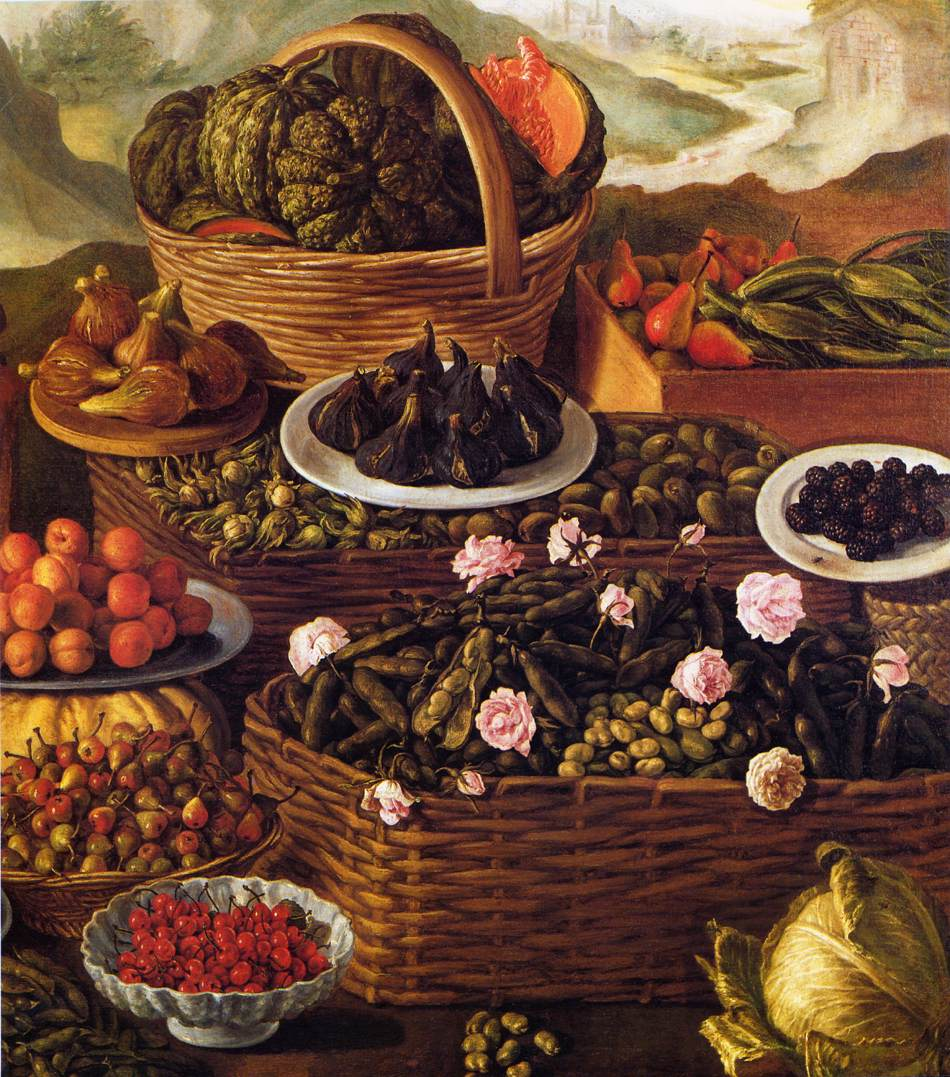
Gyümölcs- és zöldségárus nő (részlet)
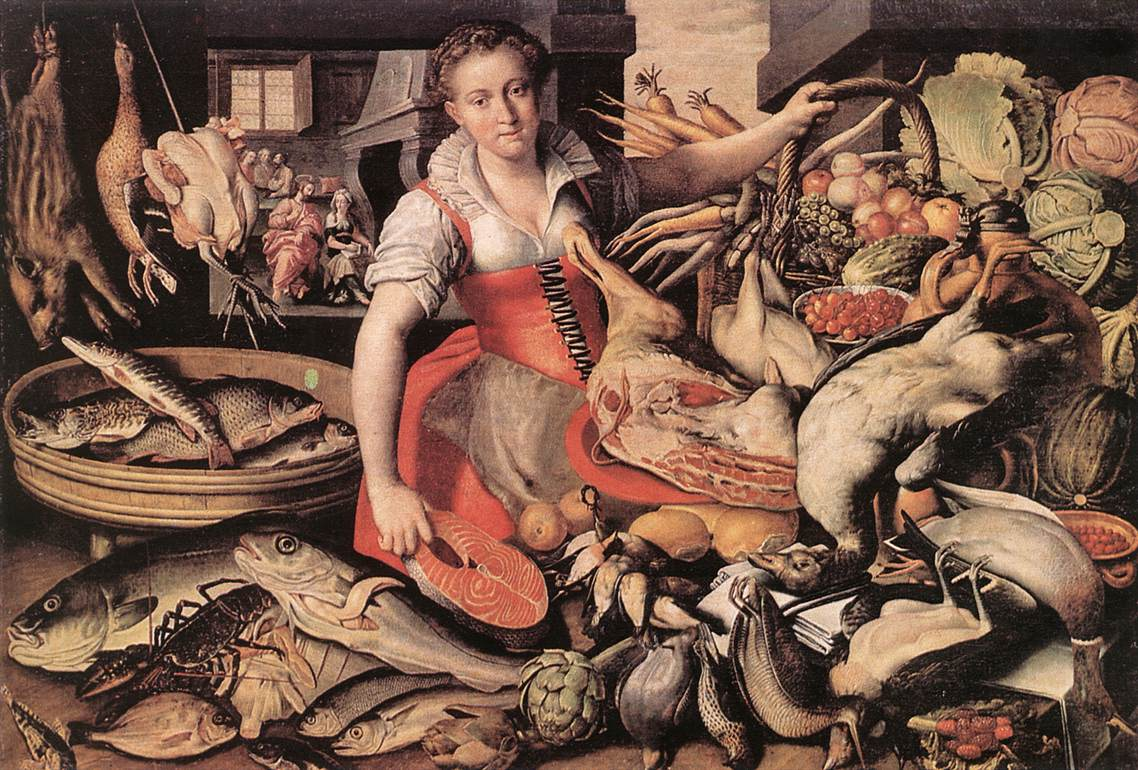
Krisztus Mária és Márta házában